# Sergentomyia moucheti
Sergentomyia moucheti är en tvåvingeart som först beskrevs av Vattier-bernard och Emile Abonnenc 1967.  Sergentomyia moucheti ingår i släktet Sergentomyia och familjen fjärilsmyggor. Inga underarter finns listade i Catalogue of Life.